# Drenthe (landschap)
Landschap Drenthe is de vroegere benaming voor wat tegenwoordig de provincie Drenthe is. De soortnaam 'landschap' komt voort uit de middeleeuwse, Latijnse termen terra, communitas en universitas, die gebruikt werden om het gewest Drenthe aan te duiden.

## Geschiedenis

### Middeleeuwen
Oorspronkelijk was er sprake van een graafschap Drenthe. Later hoorde Drenthe tot het wereldlijk bezit van de bisschop van Utrecht en werd het gezien als een deel van het Oversticht. Tot de tijd van keizer Karel V zou de bisschop van Utrecht landsheer van Drenthe blijven.

### Nieuwe tijd
Nadat in 1529 de wereldlijke bezittingen van het bisdom in handen waren gekomen van Karel V, werd Drenthe aangeduid als 'de landschap Drenthe'.
Als zodanig werd het na de Nederlandse Opstand deel van de Republiek, maar het werd daarbinnen niet voor vol aangezien. Het had weliswaar niet dezelfde (lagere) status als de generaliteitslanden, maar Drenthe had evenmin vertegenwoordigers in de Staten-Generaal en andere generaliteitscolleges, en dus geen stemrecht binnen de Unie. Het gewest had wel eigen Staten. Mede doordat het gebied toentertijd voornamelijk uit onontgonnen hoogveen bestond had het een kleine bevolking van ongeveer 20.000 inwoners. Het gewest beheerde zijn eigen financiën. De drost van Drenthe, tevens gouverneur van de belangrijke vesting Coevorden, werd echter door de Staten-Generaal van de Unie benoemd.

### Bataafs-Franse tijd
De landschap Drenthe maakte vanaf 1795 deel uit van de Bataafse Republiek. Bij de departementale herindeling van 1798 werd het gebied ondergebracht bij het departement van de Oude IJssel, en in 1802 bij het departement Overijssel van het Bataafs Gemenebest. In de jaren 1805-1806 werd Drenthe daaruit weer losgemaakt, en werd het wederom een 'landschap' genoemd. In 1807 werd het departement Drenthe ingesteld als onderdeel van het Koninkrijk Holland. Na de annexatie van het Koninkrijk Holland door Frankrijk in 1810 werd het departement ondergebracht bij het departement Westereems.

### Moderne tijd
Bij de inrichting van het Verenigd Koninkrijk der Nederlanden in 1813-1815 had de nieuw te vormen provincie Drenthe een hoofdstad nodig. Dit werd Assen, waar voorheen (al vanaf 1603) de zetel van het landschapsbestuur was gevestigd, en dat in 1809 van Lodewijk Napoleon stadsrechten had gekregen. Vanaf 1815 was Drenthe een volwaardige provincie binnen het koninkrijk.

## Bestuurlijke indeling
De Landschap Drenthe was onderverdeeld in zes dingspelen (die weer onderverdeeld waren in kerspelen) en vier heerlijkheden.
Dingspelen:
1. Zuidenveld (Suydevelt)
2. Middenveld of Beilerdingspel (Middenvelt/Beylerdingspil)
3. Dieverderdingspel (Diverderdingspil)
4. Rolderdingspel (Rolderdingspil)
5. Noordenveld (Nordevelt)
6. Oostermoer

Heerlijkheden:
1. Coevorden
2. Ruinen
3. Echten (vanaf 1626)
4. Hoogersmilde (vanaf 1633)

## Noot
1. ↑  'Geheugen van Drenthe',